# Paula Garcés
Paula Garcés (Medellín, 20 de março de 1974) é uma atriz colombiana-americana, célebre por suas participações em filmes como Clockstoppers e a série Harold and Kumar, bem como em séries de televisão como CSI: Miami, The Shield, Law & Order: Special Victims Unit, The Sopranos, Oz e Warehouse 13.

## Carreira

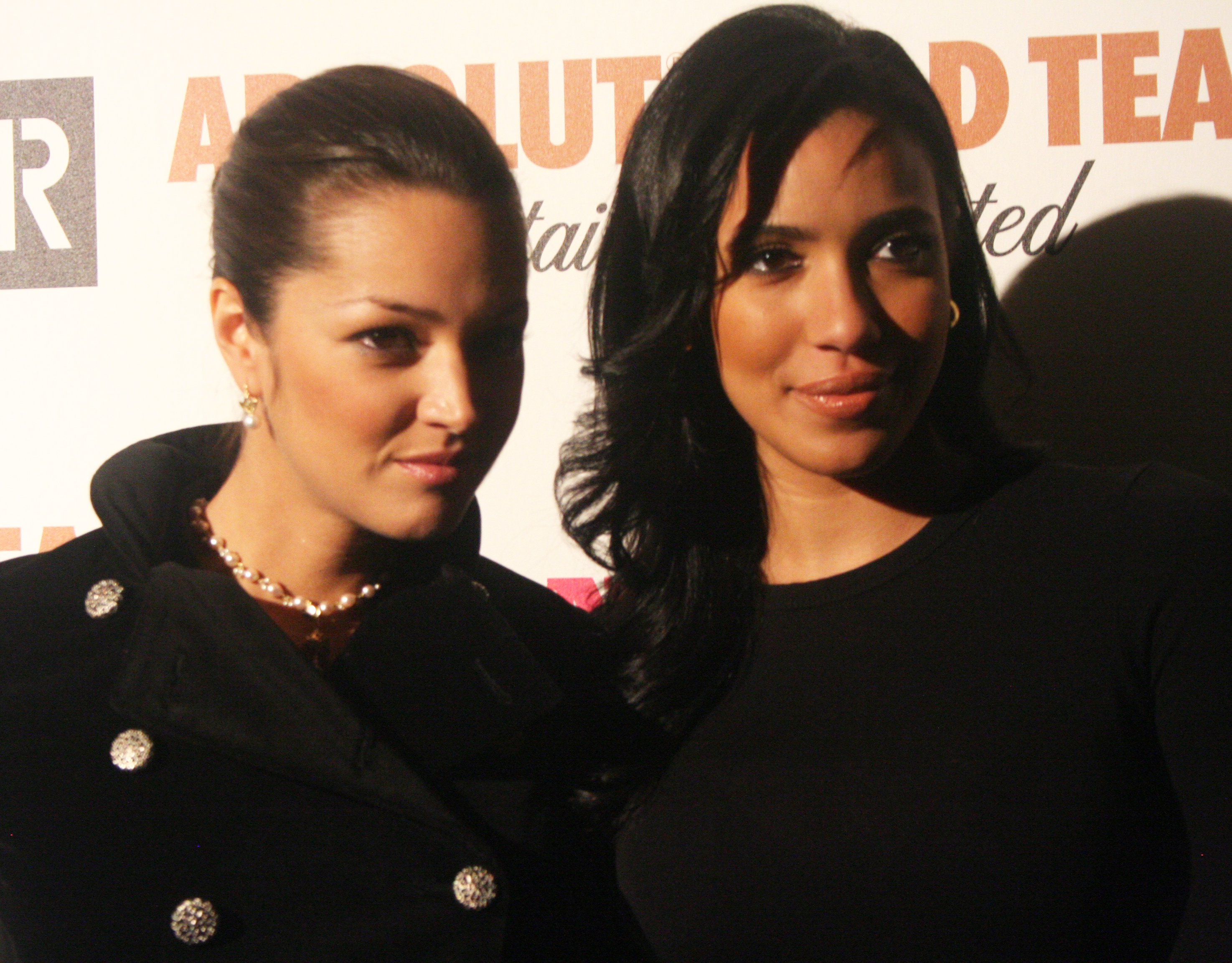
Garcés com Julissa Bermudez em março de 2011.

| Ano  | Título                                            | Título em português                                              | Papel            | Obs.           |
| ---- | ------------------------------------------------- | ---------------------------------------------------------------- | ---------------- | -------------- |
| 1991 | Hangin' with the Homeboys                         |                                                                  | Irmã assediada   |                |
| 1993 | Life with Mikey                                   |                                                                  | Janice           |                |
| 1995 | Dangerous Minds                                   | br/pt: Mentes Perigosas                                          | Alvina           |                |
| 1998 | Harvest                                           |                                                                  | Mina Fuentes     |                |
| 2002 | Clockstoppers                                     | br: Clockstoppers - O Filme pt: Clockstoppers - Paragem No Tempo | Francesca        |                |
| 2003 | The Station Agent                                 | br: O Agente da Estação                                          | Caixa            |                |
| 2003 | Marci X                                           | br: Marci X - Uma Loira Muito Louca pt: Marci X - A Dama do Rap  | Yolanda Quinones |                |
| 2003 | Spin                                              |                                                                  | Francesca        |                |
| 2004 | Harold & Kumar Go to White Castle                 | br: Madrugada Muito Louca pt: Grande Moca, Meu                   | Maria            |                |
| 2005 | Che Guevara                                       |                                                                  | Aleida           |                |
| 2005 | The Shore                                         |                                                                  | Tina             |                |
| 2005 | Man of the House                                  |                                                                  | Teresa           |                |
| 2006 | National Lampoon's Pledge This!                   | br: Universidade do Prazer                                       | Gloria Torrez    |                |
| 2007 | Red Princess Blues Animated: The Book of Violence |                                                                  | Princesa (voz)   | Curta-metragem |
| 2008 | Harold & Kumar Escape from Guantanamo Bay         | br: Madrugada Muito Louca 2 pt: Grande Moca, Meu! A Fuga         | Maria            |                |
| 2011 | A Very Harold & Kumar 3D Christmas                |                                                                  | Maria            |                |
| 2011 | Deception                                         |                                                                  | Katrina Mendoza  |                |

| Ano           | Título                            | Papel                       | Obs.                                                                        |
| ------------- | --------------------------------- | --------------------------- | --------------------------------------------------------------------------- |
| 1991          | Law & Order                       | Lucy Rivers                 | Episódio: "The Secret Sharers"                                              |
| 1994          | New York Undercover               | Aria Nuriez                 | Episódio: "School Ties"                                                     |
| 1999          | Oz                                | Isabella (não-creditada)    | Episódio: "The Truth and Nothing But..." Episódio: "Napoleon's Boney Parts" |
| 1999-2001     | Guiding Light                     | Pilar Santos                | Série de televisão                                                          |
| 2002          | The Brothers García               | Milagros                    | Episódio: "West Side Stories"                                               |
| 2003          | CSI: Miami                        | Carmen Abregon              | Episódio: "Simple Man"                                                      |
| 2004          | The Sopranos                      | Felicia Galan               | Episódio: "Unidentified Black Males"                                        |
| 2005          | Law & Order: Special Victims Unit | CSU Tech Millie Vizcarrondo | 4 episódios                                                                 |
| 2006-2008     | The Shield                        | Policial Tina Hanlon        | 32 episódios                                                                |
| 2007          | CSI: Miami                        | Anna Sivarro                | Episódio: "A Grizzly Murder" Episódio: "Bloodline"                          |
| 2008          | Knight Rider                      | Kelli Haddigan              | Episódio: "A Knight in Shining Armor"                                       |
| 2009          | Defying Gravity                   | Paula Morales               | 13 episódios                                                                |
| 2010          | Warehouse 13                      | Dr. Kelly Hernandez         | 5 episódios                                                                 |
| 2010          | Chase                             | Tia Archer                  | Episódio: "Betrayed"                                                        |
| 2011          | The Good Wife                     | Aida Rios                   | Episódio: "Foreign Affairs"                                                 |
| 2011          | Breakout Kings                    | Debbie Myera                | Episódio: "Off the Beaten Path"                                             |
| 2018–presente | On My Block                       | Geny Martinez               |                                                                             |